# فتحي حماد
فتحي أحمد محمد حماد عضو القيادة السياسية في حركة حماس تم تعيينه في مايو 2009 بمنصب وزير الداخلية لحكومة حماس خلفاً لسعيد صيام الذي تم اغتياله في شهر يناير 2009 أثناء مجزرة غزة.
انتخب حماد نائباً في المجلس التشريعي الفلسطيني عن حركة حماس عن محافظة شمال قطاع غزة في عام 2006 وترأس وشبكة الأقصى الإعلامية التابعة لحماس حتى مايو عام 2009 فتفرغ لمنصب وزير الدخلية.

## النشأة والحياة الخاصة
ولد في مخيم الشاطئ لعائلة مهجَّرة تعود أصولها إلى قرية بربرة. متزوج منذ عام 1985م، ولديه 24 من الأبناء أكبرهم أميمة، وأصغرهم سوار الذهب.

## التعليم
- دكتوراة في التخطيط الاستراتيجي من جامعة أم درمان في السودان، 2020.
- ماجستير من كلية الآداب قسم التاريخ، الجامعة الإسلامية بغزة، 2012.
- بكالوريوس خدمة اجتماعية، جامعة القدس المفتوحة (غزة)، 2006.
- دبلوم في الرسم الهندسي من معهد قلنديا، رام الله، 1982.[6][7]
- تلقى تعليمه الأساسي في مدرسة الفاخورة التابعة لوكالة غوث وتشغيل اللاجئين الفلسطينيين أونروا، ودرس المرحلة الثانوية في مدرسة الفالوجا بمخيم جباليا.[5]

## وظائف
- مؤسس جمعية واعد للأسرى.
- مؤسس دار القرآن الكريم والسنة، فرع شمال قطاع غزة.
- مؤسس ورئيس مجلس إدارة شبكة الأقصى الإعلامية وتتكون من (فضائية الأقصى، مرئية الأقصى الأرضية، إذاعة صوت الأقصى والأقصى مباشر، مركز الأقصى للتدريب، مدينة أصداء).
- مؤسس وكالة شهاب للأنباء عام 2008.
- مؤسس جمعية الوئام الخيرية في محافظة الشمال.
- عضو في المجلس التشريعي الفلسطيني عن كتلة التغيير والإصلاح.
- شغل منصب وزير الداخلية والأمن الوطني في الحكومة الفلسطينية عام 2009م، واستمر في منصبه حتى عام 2014م.
- انتخب عضواً في المكتب السياسي لحركة حماس في قطاع غزة عدة دورات، وانتخب مجددا عضواً في المكتب السياسي العام لحركة حماس في العام 2017م.[5]

### العمل المؤسساتي
شغل عدة مناصب في مجالس إدارة مؤسسات مختلفة في قطاع غزة، وتنوعت هذه المؤسسات بين خيرية وخدماتية، وصحية وجماهيرية وطلابية وإعلامية وغيرها.

### أبرز المحطات الجهادية
- انضم إلى صفوف الإخوان المسلمين الفلسطينيين عام 1980م، وانتخب عضوا عن الكتلة الإسلامية في مجلس الطلبة بمعهد قلنديا عام 1980م.[5]
- انضم لجهاز المجد الأمني عام 1984م، وعمل في جهاز الأحداث التابع لحركة حماس عام 1987م، بالتزامن مع انطلاق الانتفاضة الأولى.
- شكّل أول مجموعة عسكرية لحركة حماس في مخيم جباليا عام 1988م، واتهم بالمسؤولية عن عدة عمليات عسكرية، وعلى إثر ذلك هُدم بيته عام 1988م، وتعرض لملاحقة جيش الاحتلال.[5]

## الاحتلال يهدم منزله ويعتقله
قام جيش الاحتلال الصهيوني بهدم منزله في عام 1988م، ثم اعتقله لمدة 6 سنوات في الفترة ما بين 31/08/1988م و 16/06/1994م بتهمة القيام بنشاطات مناهضة للاحتلال.

## في سجن السلطة الفلسطينية
اعتقل عدة مرات لدى السلطة الفلسطينية ، فقد اعتقل لمدة سنة ونصف لدى جهاز المخابرات العامة في عام 1996، وثلاثة شهور أخرى في العام 1998.
ثم تم اعتقاله لمدة ثلاث شهور أخرى في العام 2000م ولم يخرج من سجن السرايا إلا بعد القصف الذي طال المقار الأمنية في مطلع انتفاضة الأقصى.